# Fulvio Testi
Fulvio Testi (Ferrara, 23 agosto 1593 – Modena, 28 agosto 1646) è stato un diplomatico e poeta italiano.
Annoverato fra i principali esponenti della letteratura barocca del Seicento, fu al servizio del duca d'Este a Modena, ricoprendo anche alti incarichi, tra i quali quello di governatore della Garfagnana. La sua produzione poetica affronta temi civili e ha toni solenni, mostrando la passione politica di un Testi duramente antispagnolo e, quindi, favorevole ai Savoia. Accusato di tradimento, per aver tentato di stringere relazioni con la corte di Francia, fu rinchiuso in carcere, dove morì poco dopo.
(Giacomo Leopardi, Lettere, a cura di F. Flora, Mondadori, Milano 1949, p. 174)

## Biografia
Figlio di Giulio e Margherita Calmoni, studiò prima lettere e filosofia dai gesuiti a Modena, poi poesia privatamente a Bologna. Cominciò presto a comporre sonetti, acquistando una certa fama già fin dal 1611, prima ancora di entrare al servizio, come copista di cancelleria, per la Corte Estense. Il suo primo volume di versi, che vide la luce a Venezia nel 1613 e fu dedicato ad Alfonso III d'Este, s'inscriveva nell'alveo dell'Idillio barocco e, in particolare, del marinismo. In quello stesso anno, Testi viaggiò tra Napoli e Roma, dove strinse amicizia con Alessandro Tassoni, per rientrare a Modena nell'estate del 1614. Nell'autunno successivo si sposò con Anna Leni.
Le sue Rime, pubblicate nel 1617, che erano anticipate dalla dedica a Carlo Emanuele di Savoia, contenevano anche delle ottave che, scritte nel 1615 e più conosciute con il titolo Il pianto d'Italia, configuravano delle ingiurie in chiave antispagnola, tanto che, in seguito alle rimostranze della Spagna presentate al Ducato di Modena, lo stampatore, Giuliano Cassiani, fu arrestato e il Testi costretto alla fuga. Processato in contumacia, il poeta ferrarese venne esiliato. Tuttavia, a seguito di una supplica, il 5 febbraio 1619 ricevette la grazia da Cesare d'Este. Nell'estate seguente, il citato duca di Savoia, avendo nel frattempo appreso delle sofferenze patite dal Testi, lo volle ricompensare, insignendolo della croce di cavaliere dell'Ordine dei Santi Maurizio e Lazzaro, mentre il duca estense lo elevò al rango di "virtuoso di camera".
Da quel momento la sua vita fu caratterizzata da una lunga serie di viaggi a carattere diplomatico, in particolare tra Vienna, Roma, Venezia e Torino, in seguito ai quali, nell'aprile del 1635, ottenne un feudo e il titolo comitale. Alla fine di quello stesso anno fu nominato ambasciatore alla Corte di Spagna: imbarcatosi a Vado, dove s'incontrò con Gabriello Chiabrera, che aveva conosciuto a Roma, partì alla volta di Madrid il 10 marzo 1636. L'ufficio in Spagna, ove fu insignito della croce di Santiago, durò esattamente un anno (ma vi farà ritorno nel 1638): al rientro a Modena, nel marzo del 1637, ricevette la carica di segretario di Stato. Nel 1640, stufo della vita di corte (salvo ritornarvi dal 1642), in cui non godeva di particolari simpatie, anche perché sempre considerato un parvenu, chiese e ottenne, da Francesco I d'Este, il governo della Garfagnana.
Dopo alcune missioni diplomatiche, cercò dei contatti per trasferirsi alla corte francese, conducendo trattative segrete con il cardinale Mazarino. Scoperto, nel gennaio 1646 venne rinchiuso nella fortezza di Modena, dove troverà la morte sette mesi più tardi. Secondo una tesi smentita già, a suo tempo, da Girolamo Tiraboschi, si era inizialmente ipotizzato che la prigionia fosse motivata dal risentimento di Raimondo Montecuccoli, al quale Testi aveva dedicato un'ode non molto lusinghiera: a tal riguardo Ugo Foscolo, avallando l'interpretazione del Tiraboschi, ricordava, tuttavia, che quell'ode era sì dedicata al principe di Montecuccoli, ma indirizzata agli estensi.
Testi ricevette sepoltura nella Basilica di San Domenico a Bologna.
Nella scalinata del Palazzo dei Musei (Modena) (ex convento degli Agostiniani) c'è un altorilievo marmoreo a basso a lui dedicato.

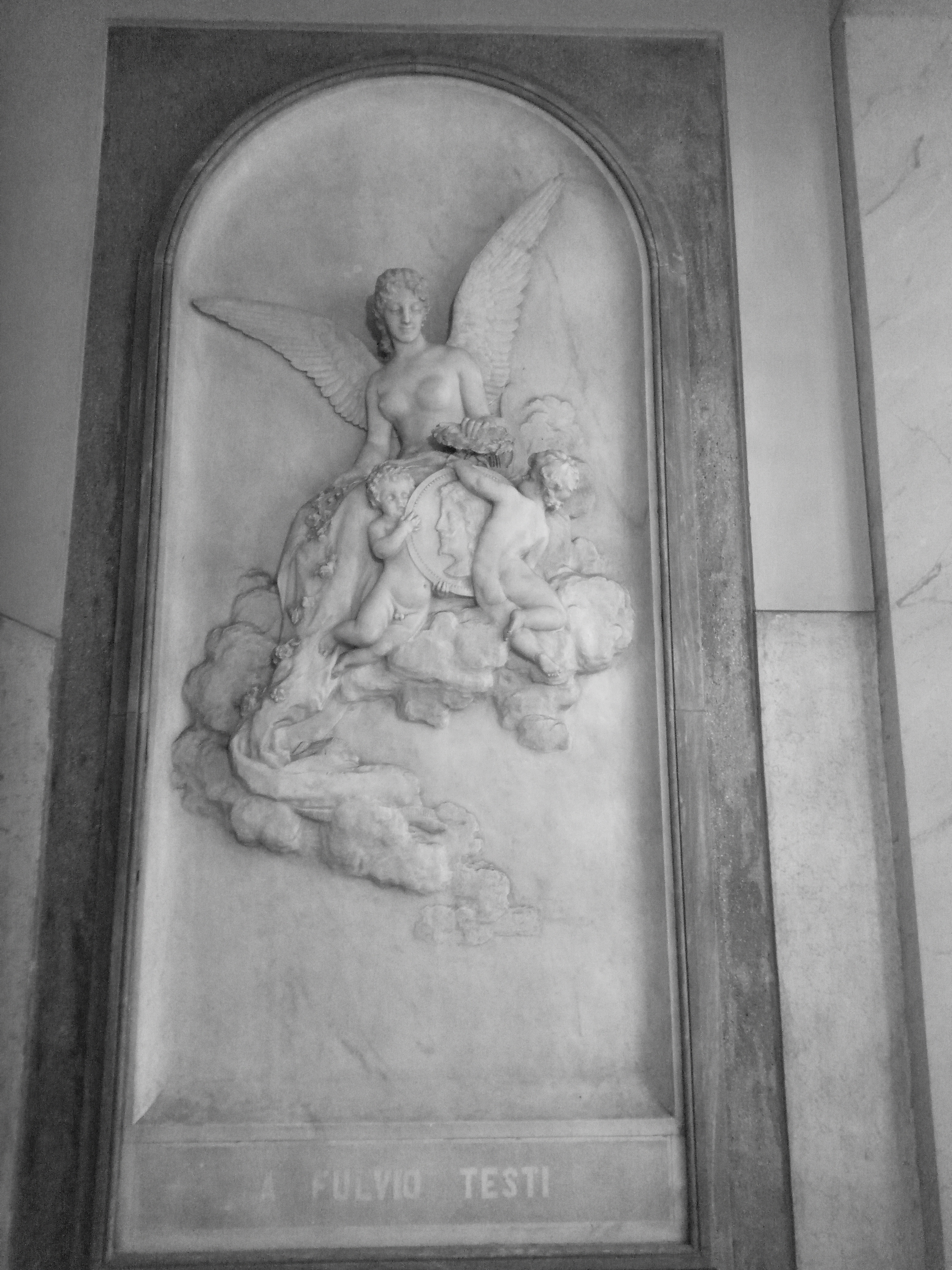
A Fulvio Testi nella scalinata del palazzo dei Musei di Modena

## Opere principali

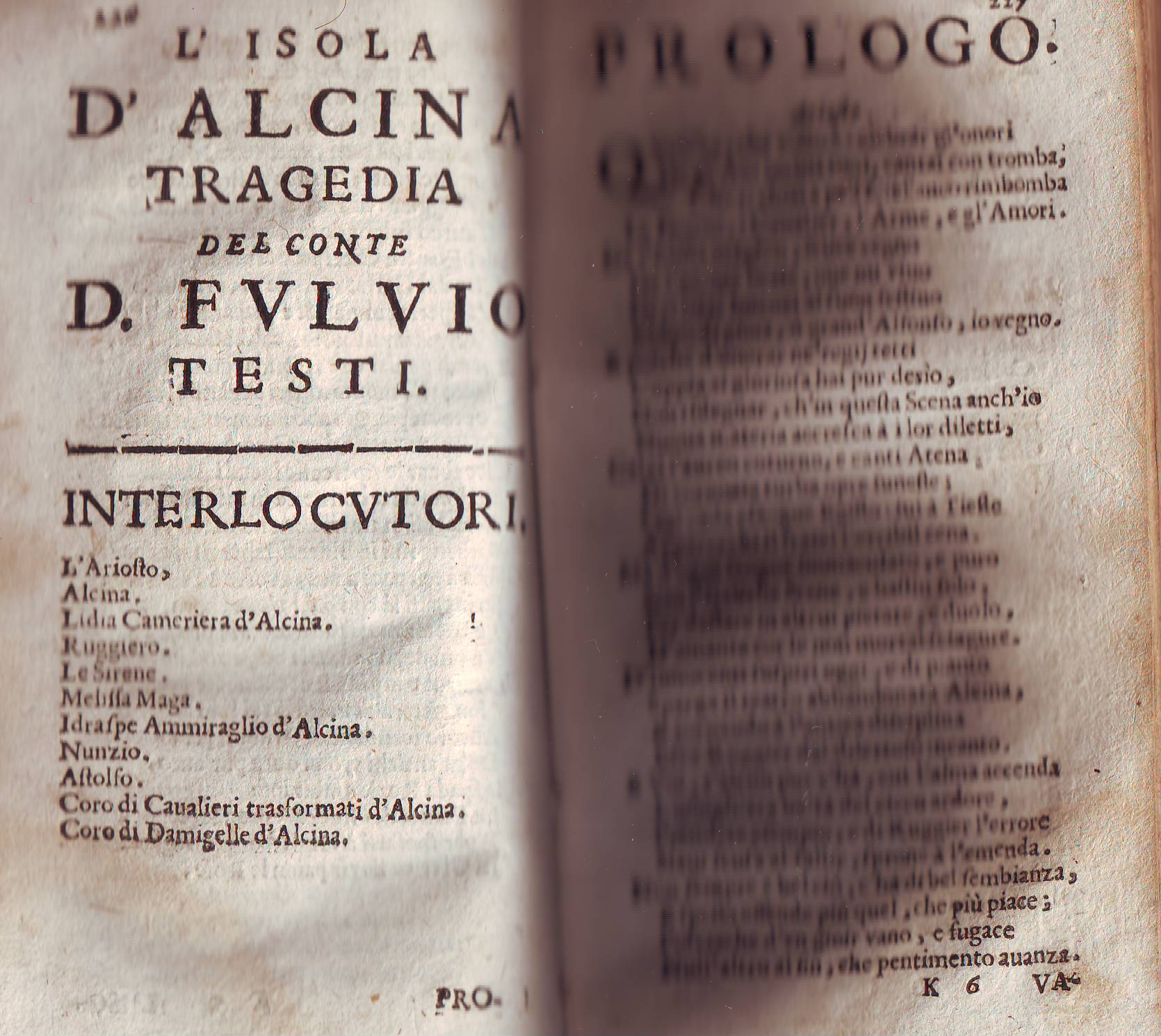
Frontespizio della tragedia L'Isola di Alcina del Testi

### Liriche
- Rime, per Giuliano Cassiani, Modana 1617.
- Poesie liriche, Napoli 1637, su books.google.it.
- L'isola di Alcina, Modena 1647.
- L'Arsinda, ouero la descendenza de' ser.mi prencipi d'Este, per Francesco Baba, Venetia 1652.
- Opere scelte, vol. I (Poesie), Soc. Tipografica, Modena 1817.

### Politiche
- L'Italia all'inuittissimo, e gloriosissimo prencipe Carlo Emanuel Duca di Sauoia, s.e., Torino 1618.
- Ristretto delle ragioni che la serenissima Casa d'Este ha colla Camera apostolica, con le risposte di Roma, & contrarisposte per parte del serenissimo di Modena, s.e., s.l. 1643.
- Scritti inediti, Tip. Negri alla Pace, Ferrara 1838.
- Le filippiche e due altre scritture contro gli spagnuoli, (con lo pseudonimo di Fulvio Savojano), a cura di F. Bartoli, Sonzogno, Milano 1902.

### Epistolari
- Opere scelte, t. II (Lettere), Soc. Tipografica, Modena 1817.
- Lettere inedite in nome del duca Francesco 1. a Francesco Sassatelli, luogotenente di Vignola, s.e., Modena 1841.
- Lettere inedite, in «Delle memorie di religione di morale e di letteratura», Real tip. Soliani, Modena 1843, pp. 49-85 (t. XV) e 333-346 (t. XVI), su books.google.it.
- Quattro lettere inedite, Stab. Tipo.lit. Conti, Faenza 1892.
- Lettere, 3 voll. (1609-1633, 1634-1637, 1638-1646),  a cura di M.L. Doglio, Laterza, Bari 1967.